# Martyrs de Najran
Les martyrs de Najran sont des saints chrétiens qui ont été tués sous le tyran Dhu Nuwas du Yémen, alors que l'empereur Justin régnait sur les Romains et le roi Elesbaan (ou Caleb) sur le royaume d'Aksoum, c’est-à-dire vers 523. 
L'oasis de Najran, à l'extrême nord-ouest du Yémen, est aujourd'hui située en Arabie saoudite.
Les martyrs sont estimés à environ 4 000 dont le saint vieillard Aréthas, notable de la ville. Ces saints sont aujourd'hui fêtés le 24 octobre, et auparavant le 4 octobre dans le calendrier de Jérusalem.

## Histoire et tradition
Une ancienne tradition fait remonter au règne de l'empereur Constance (337-360) la conversion de la ville de Najran à la foi chrétienne. La ville avait un évêque qui était probablement rattaché à l'Église d'Éthiopie, et/ou au nestorianisme. Jusque vers 521, le siège épiscopal était occupé par saint Paul, frère d'Élisabeth la Diaconesse, un homme dont le tombeau était vénéré.
Dhu Nuwas haïssait les chrétiens et faisait sans cesse la guerre au roi d'Éthiopie. Vaincu et forcé de payer tribut à Elesbaan, il se vengea sur les chrétiens de son royaume. Il agit par ruse : ayant rendu une visite protocolaire à la ville de Najran, il invita les notables à venir le voir dans son camp où ils furent tous capturés.
Selon une autre version, Dhu Nuwas, le roi des Himyarites mit le siège devant la ville de Hajran en l'an 523. Il profita de négociations avec le prince pour entrer dans la ville et l'investir par ruse. Il proposa alors aux habitants de se convertir au judaïsme. Devant leur refus, il fait exécuter environ 4 000 chrétiens de la ville, et décapiter le prince Aréthas,,.
À la suite de ce massacre, le roi d'Ethiopie Elesbaan mena une expédition punitive dans la cité, chassant Dounass, et rétablissant un prince chrétien à la tête de la cité,.
Selon la plupart des commentateurs du Coran, les hommes de Ukhdoud mentionnés au verset 4 de la sourate 85 ne seraient autres que les martyrs de Najran, tués et brûlés.